# 10955 Harig
A 10955 Harig (ideiglenes jelöléssel 5011 P-L) a Naprendszer kisbolygóövében található aszteroida. Cornelis Johannes van Houten,  Ingrid van Houten-Groeneveld és Tom Gehrels fedezte fel 1960. október 22-én.